# Tyukó község
Tyukó község (románul: Comuna Ciuchici) község Krassó-Szörény megyében, Romániában. Központja Tyukó, beosztott falvai Macoviște, Miklósháza, Petrilova.

## Népessége
A 2011-es népszámlálás adatai alapján a község népessége 1338 fő volt.